# عزبة النهر
عزبة النهر تقع في قرية البستان مركز الدلنجات محافظة البحيرة، حيث إن قرية البستان تنقسم إلى عدة عزب من أشهرها (عزبة النهر - عزبة القرشي شرق ترعة النوبارية وغراقة حامد... ألخ). 
تنقسم عزبة النهر إلى عزبتين: عزبة النهر البحرية وعزبة النهر القبلية. مع العلم أنه هناك عزبة ثالثة تسمى بالنهر في قرية جزاير عيسى بالدلنجات وهم أولاد عمومة لعائلة النهر بالبستان. ولهم أولاد عمومه في انحاء المعمورة.

## النشأة
النهر منطقة أنشأت قبل البستان وقبل ذلك كانت تابعة إداريا لمركز كوم حمادة قبل التقسيم الادارى الجديد الذي انفصل فية مركز الدلنجات عن مركز كوم حمادة ووبعد سحب الهجانة من انحاء المعمورة وبعد ذلك تم تعيين عمد ومشايخ منهم واعر عبد العاطي أبو بكر إبراهيم محمد النهر شيخًا لمنطقة النهر التابعة لعمودية درشاي اداريا وبعد مرور المياة من ترعة النوبارية واستصلاح اراضى على ضفتيها اجتمع كلا من إسماعيل بك على والبستاني بيك وتم الاتفاق على إنشاء هذة المنطقة وتسميتها البستان تكريما للبستاني بيك وعين إسماعيل بك على عمدة للبستان وانفصلت النهر إداريا عن عمودية درشاي واسندت إداريا لعمودية البستان الوليدة
الشهرة: عزبة النهر من أهم وأقدم العزب في البستان ويرجع ذلك إلى موقعها على آخر حدود قرية البستان وأوائل قرية ميت غمر. 

### التاريخ
ترجع الاصول من الجد الأكبر أبو بكر إبراهيم محمد النهر حويت حيث رحل من الفيوم عقب حادث مع أولاد عمومته من نفس القبيلة
رحل عبر صحراء الجيزة حتى وصل صحراء البحيرة سنة 1815 م في حكم محمد علي للبلاد.
رحل هو وأبنائه الثلاثة إبراهيم وعبد العاطي ومحمد وأبناء أخيه المتوفي سِعَيد وهم محمد وحمد وأقاموا بيوتهم علي حدود منطقة اليهود اليونانيين انطوان وسرسو وبشاي وكانت تسمى دير بشاي وسميت بعد رحيل اليهود قرية دير شاي (درشاي) وكانت لعائلة قويسي دورا كبيرا في ترحيل اليهود من دير بشاي
وأمر الملك بحفر ترعة النوبارية وكلف نوبار باشا لربط الملاحة بين الإسكندرية والقاهرة وأقاموا حفلا كبيرا عند قناطر بولين يوم الافتتاح وانطلقت المياه عبر النوبارية لتعلن قيام منطقة النهر الحالية على ضفاف ترعة النوبارية من المنطقة البحرية وأمر الملك حينذاك بإنشاء منطقة هجانه في انحاء المعمورة فكان من نصيب منطقة النهر نقطة هجانه يأتمرون بأمر شيخ القبيلة وكانت عباره عن عساكر من السودان يركبون الجمال مسلحين
وكان شيخ القبيلة حين ذاك أبو بكر النهر ومن بعده ولده عبد العاطي ومن بعدهما واعر وقد تغيرت ملامح المنطقة عبر السنوات حتى حكم أحمد فؤاد الأول وقسمت البلاد إلى مديريات ومراكز وعموديات ومشايخ فقاموا بسحب الهجانة من البلاد وعينت عمد ومشايخ للبلاد فقام محمد إسماعيل بك والبستاني بك بإنشاء منطقة البستان وجعلها عمودية تابعة لمركز الدلنجات بحيره وتعين أول شيخ حكومي لمنطقة النهر التابعة للبستان إبراهيم عبد السلام إبراهيم ابوبكر إبراهيم محمد النهر حويت وعاش من العمر مايناهز 97 م عاماً شيخا حكوميا لمنطقة النهر وكان رجلاً لا يحب الضيم قوياً في الحق وظل شيخاً في البستان حتى عصور الملوك والرؤساء وعاصر نصر أكتوبر 73 م وتوفي عام 74م
ومن شخصيات المنطقة المساهمون في ظهورها الحاج/ عبد السلام النهر والحاج/ فهيم النهر والحاج / حمزة النهر وآخرون. الجدير بالذكر أن من هذه العزبة مات رجل اسمه سعدالله مسعود إبراهيم النهر في الجيش المصري شهيدًا. 

## سبب التسمية
سميت بالنهر لوجود عائلة كبيرة بهذا الاسم ذات أصول عربية، وهم بدو من قبائل (الحوته). 